# Jules Garipuy
Pour les articles homonymes, voir Garipuy.
Jean-Baptiste Jules Garipuy, né en 1817 à Toulouse, mort dans cette ville en 1893, est un peintre français.

## Biographie
Peintre de genre et d'histoire, ami d'Eugène Delacroix, Jules Garipuy devient conservateur du musée des Augustins de Toulouse. Il est aussi professeur à l'École des beaux-arts de Toulouse, où il forme de nombreux élèves. 
Son atelier est le lieu de rendez-vous du milieu artistique et littéraire toulousain, fréquenté entre autres par le peintre Gilbert de Séverac qui a peint son portrait ainsi que L'Atelier de J. Garipuy (1868), où l'on peut voir ses amis Jules Buisson, Jean-François Bladé, de Voisins-Lavernière, Le Blanc du Vernet, Ernest Roschach et d'Ustou.
Il meurt le 24 janvier 1893 à son domicile, 6 place du Pont-Neuf.

## Élèves
- Jean-Joseph Benjamin-Constant
- Firmin Bouisset
- Jean-Baptiste Cariven
- Édouard Debat-Ponsan
- Jean-Paul Laurens
- Henri Martin (1860-1943)
- Henri Rachou
- Jean-André Rixens
- Antoine-Marie Roucole
- Alexandre Serres

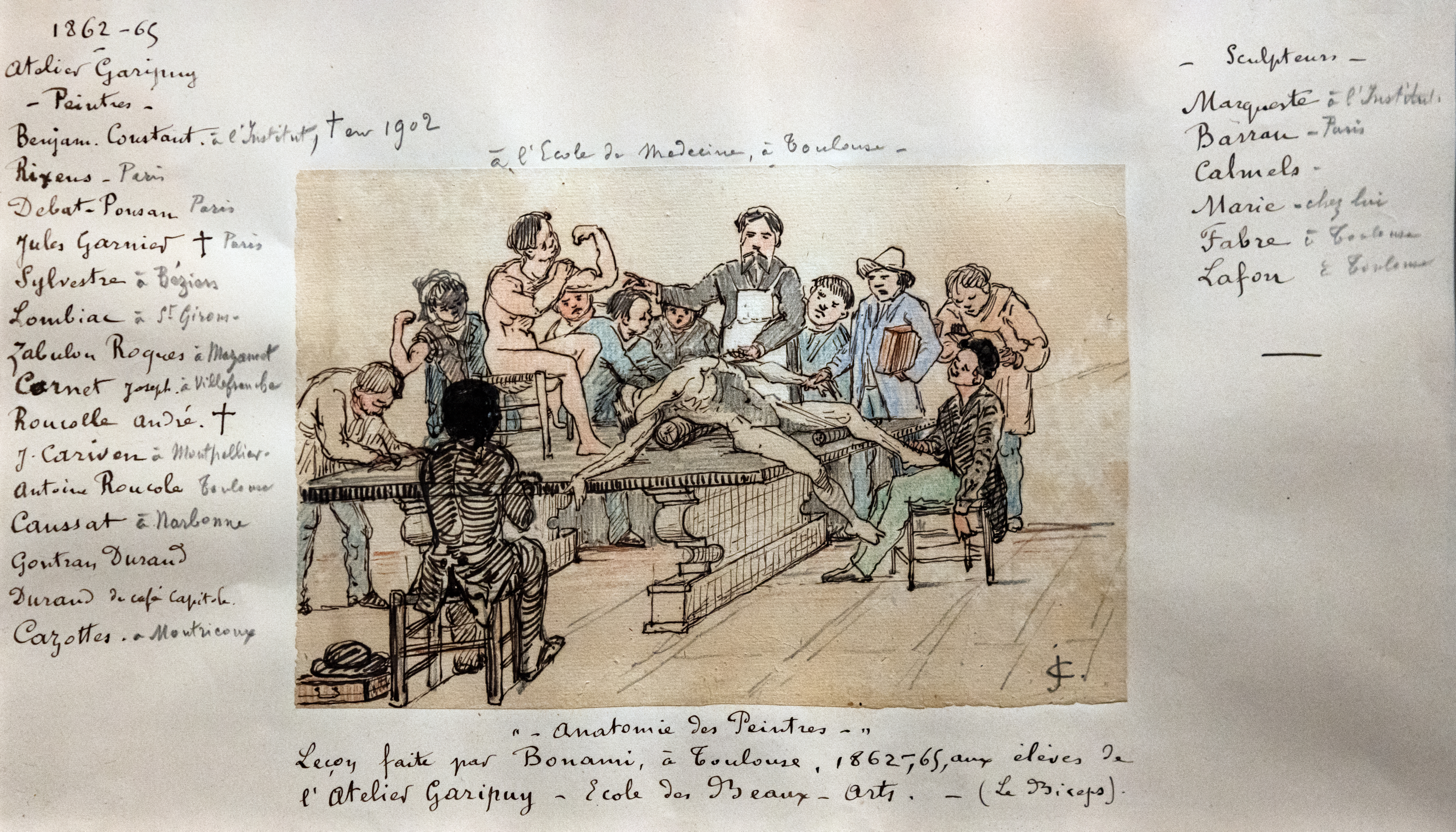
L'atelier Garipuy par Jean-Baptiste Cariven.

## Œuvres dans les collections publiques
- Lavaur, musée du Pays de Cocagne : Chevauchée de maistre Jehan Froissart, pastel, 73 × 111 cm[4]
- Toulouse, Musée des Augustins : 
  - La Montée à l'ermitage du Divino Amore, huile sur toile, 74 × 112 cm[5]
  - L'Amour sacré et l'Amour profane, huile sur toile, 111 × 237,5 cm[6]
  - Halte de paysans italiens, huile sur toile, 1883, 70 × 57 cm[7]